# Hohenkapf
Der Hohenkapf (auch Hoherkapf oder Hoher Kapf) ist ein etwa 1121,1 m ü. NHN hoher Nebengipfel des Ursersbergs in der Gebirgslandschaft Adelegg. Er ist die höchste Erhebung im Buchenberger Wald im schwäbischen Landkreis Oberallgäu in Bayern, Deutschland.

## Geographie

### Lage
Der Hohenkapf befindet sich im Südteil des Buchenberger Waldes, dem Südostteil der Gebirgslandschaft Adelegg, etwa 2,3 km (Luftlinie) südwestlich von Eschach, einem Gemeindeteil von Buchenberg. Über die Westflanke der Erhebung verläuft die Grenze zur Gemeinde Weitnau.

### Gewässer
Westlich des Hohenkapfs entspringt der Steinebach und an seiner Südflanke der Letzbach, die nördliche Zuflüsse der Wengener Argen (Zufluss der Unteren Argen) sind. Seiner Nordflanke entfließen zwei Bäche, die zu den Zuflüssen der im Oberlauf Nibel genannten Eschach gehören. Einziges größeres Stillgewässer am Hohenkapf ist der an seiner Ostflanke gelegene Eschacher Weiher.

## Wandern und Tourismus
Der Hohenkapf ist von mehreren Wanderwegen erschlossen. Während man von verschiedenen Stellen an diesen Wegen beeindruckende Aussichtsmöglichkeiten wahrnehmen kann, zum Beispiel zum Gipfel Blender, in Richtung Illertal, zu den Ammergauer- und Allgäuer Alpen sowie zu den Gebirgskämmen Sonneneck und Hauchenberg, besteht an seinem stark bewaldeten Gipfel keine Aussichtsmöglichkeit.
Weitaus bekannter als der Hohenkapf ist wegen seines Aussichtsturms der mit 1118 m Höhe etwas niedrigere Schwarze Grat in der Adelegg.